# Drakula halála
Drakula halála (La mort de Dràcula) és una pel·lícula muda austríaca que va ser coescrita i dirigida per Károly Lajthay. La pel·lícula va ser la primera aparició del comte Dràcula de la novel·la de Bram Stoker Dràcula (1897), encara que la pel·lícula no segueix l'argument de la novel·la.
La producció va ser de 1920 a 1921. La pel·lícula es va estrenar a Viena l'any 1921, encara que no s'ha trobat cap informació al respecte a les publicacions comercials d'Àustria, i es va estrenar a Hongria el 1923. La pel·lícula es considera perduda, i només sobreviuen quatre fotografies publicitàries de la pel·lícula i una novel·la adaptació de la pel·lícula.

## Argument
Nota: com que aquesta pel·lícula es considera perduda, els detalls exactes de la trama són difícils de determinar. Aquest resum argumental es basa en una adaptació de la pel·lícula que es va publicar en forma de novel·la curta. Tot i que aquesta adaptació s'ha descrit com "evidentment pensada per ser bastant fidel",  la seva exactitud exacta a la pel·lícula segueix sent incerta.
Mary Land, una pobra costurera, visita el seu pare moribund en un manicomi. Mentre hi és, Mary es troba amb un reclus que insisteix que és l'immortal Dràcula. El pare de Mary mor, i és convidada a passar la nit al manicomi. A la nit, Dràcula segresta Mary al seu castell i l'obliga a assistir a una cerimònia de noces. Al final de la cerimònia, Mary utilitza una creu per repel·lir Dràcula i escapa del castell.
Mary és trobada per uns habitants que la porten a casa i demanen a buscar un metge. Després d'uns dies tractant la Mary, el metge es veu obligat a marxar per atendre una lesió. El metge és portat per una ruta estranya i perillosa, i el seu conductor de trineu admet haver estat subornat per portar-lo per aquí per un home la descripció del qual coincideix amb Dràcula. De tornada a la casa, un llum caigut incendia l'habitació de Mary, obligant-la a fugir.
En aquest moment, Mary es desperta de nou al manicomi, sense saber si la seva prova era real o simplement un somni. Els reclusos es reuneixen al jardí del manicomi, on un d'ells treu un revòlver carregat. Buscant una oportunitat per demostrar la seva immortalitat, Dràcula demana a l'home que li dispari. La bala colpeja el cor de Dràcula, matant-lo. George, el promès de Mary, arriba al manicomi per recollir-la. Mentre les infermeres porten el cos de Dràcula, li cau de la butxaca una llibreta titulada "Diari de la meva vida i aventures immortals", que una Maria espantada li diu a George que descarti.

## Repartiment
- Paul Askonas com a Drakula
- Margit Lux com a Märy
- Dezső Kertész com a George
- Elemér Thury com a cirurgià en cap
- Lajos Réthey com el cirurgià fals
- Aladár Ihász com el seu assistent
- Carl Goetz com a home divertit [4]}}

## Producció
La publicació comercial hongaresa Képes Mozivilág va escriure l'any 1921, on es va anunciar que traduïa les "idees bàsiques" de Dràcula (1897) de Stoker. El llibre de Stoker es va publicar per primera vegada com a sèrie a Budapesti Hírlap i després publicat a Hongria com a novel·la. Segons registres de censura, el Lapa Film Studio va produir Drakula halála. El director de la pel·lícula va ser Károly Lajthay, la seva carrera cinematogràfica va consistir principalment en la direcció i la interpretació. Lajthay va visitar Budapest per llogar espai als Estudis Corvin per a una pel·lícula amb el títol provisional de Drakula. La pel·lícula va ser escrita per Lajthay i Mihály Kertész, que també havia estat un destacat director de cinema a Budapest i es va fer més conegut per utilitzar el nom de Michael Curtiz, el director de produccions estatunidenques com Doctor X (1932), Mystery of the Wax Museum' (1933) i Casablanca (1942).
Entre la tripulació hi havia Eduard Hoesch, que rodaria els interiors de Drakula, encara que els crèdits de la pel·lícula suggereixen que va ser un dels dos directors de fotografia que hi van treballar. L'altre era Lajos Gasser. No hi ha registres supervivents que suggereixen els noms d'altres membres de la tripulació de la pel·lícula. Entre el repartiment hi havia Paul Askonas com a Drakula. Askonas era membre del Deutsches Volstheatre de Viena i anteriorment havia actuat com a  Svengali a Trilby (1912), i més tard apareixen a pel·lícules com Hoffmanns Erzählungen (1923) i Orlac's Hände (1924). Altres papers importants a la pel·lícula van iser Dezső Kertész, que era el germà de Mihály, com el jove protagonista masculí, i Margit Lux com a Mary Land. El paper de Lux a la pel·lícula va ser descrit per l'historiador del cinema Gary Don Rhodes com a "una qüestió de controvèrsia menor", com deia el número de gener de 1921 de Képes Mozivilág que Lene Myl faria "el paper de l'heroïna". Rhodes va trobar que diverses publicacions entre 1921 i 1923 van afirmar que Lux va interpretar Mary Land i s'oposava definitivament a Myl i va afirmar que "definitivament és Lux qui apareix amb Askonas en una publicitat Drakula halála encara publicada a Szinház és Mozi l'any 1921; la seva llegenda acredita específicament a Lux com la representació de Mary". Rhodes va continuar observant altres errors que Képes Mozivilág havia informat, com ara que H. G. Wells havia escrit la novel·la Dràcula.
El desembre de 1920, Lajthay va rodar alguns dels exteriors de la pel·lícula a Viena i als seus voltants, com ara al poble de Melk. A partir del 2 de gener de 1921, va rodar escenes interiors als Estudis Corvin de Budapest i va tornar a Viena per rodar exteriors addicionals a la vall de la Wachau. Durant la producció, el títol de la pel·lícula va canviar a Drakula halála.

## Estrena
Drakula halála suposadament es va estrenar el febrer de 1921, i Szinház és Mozi va afirmar que la pel·lícula "va tenir l'estrena a la premsa a Viena". Tanmateix, Gary D. Rhodes afirma que encara no ha aparegut cap informació sobre aquesta projecció ni ha aparegut cap publicació comercial austríaca als periòdics de Viena. La primera projecció coneguda de la pel·lícula a Hongria va ser el 21 de març de 1923. Segons una llista del Calendari d'esdeveniments a l'edició d'abril de 1923 de Mozi és Film el distribuïdor Jenö va estrenar oficialment Drakula halála a Hongria el 14 d'abril de 1923. Rhodes no va trobar cap evidència que la pel·lícula es tornés a estrenar ni a Hongria ni a Àustria i sembla que va desaparèixer de la distribució a principis de 1923.
Des de la seva estrena, quatre fotografies publicitàries de la pel·lícula van aparèixer a Hongria. Dos inclouen Lene Myl, i els altres dos són d'Askonas com a Drakula. L'únic altre element que sobreviu de la funció és una novel·la curta que, segons es diu, està escrita per Lajos Pánczél,  que Rhodes va descriure com un "llibre-de-la-pel·lícula".
- Paul Askonas i Margit Lux a Drakula halála.[7]
- Paul Askonas (esquerra) una imatge de Drakula halála, que Rhodes descriu com probablement representa el casament entre Drakula i Mary Land.[4]
- Paul Askonas com a Drakula.[14]